# Harrisburg, Ohio
Harrisburg är en ort i Franklin County i delstaten Ohio, USA.